# Record of Agarest War 2
Record of Agarest War 2, noto in Giappone come Agarest Senki 2 (アガレスト 戦記2?, Agaresuto Senki 2), è un videogioco di ruolo tattico sviluppato da Compile Heart e Red Entertainment. È stato pubblicato in Giappone da Idea Factory il 18 novembre 2010 per la PlayStation 3. È il sequel del gioco Record of Agarest War pubblicato nel 2007, ed è il terzo gioco della serie.
Una patch tramite download consente l'utilizzo del PlayStation Move per alcuni mini-giochi.

Un combattimento-tipo del videogioco.